# 域名搶註
域名搶註（英語：Cybersquatting）是指搶先一步去登記含有著名企業或名人商標的互联网域名後，再高價賣給該企業或名人以賺取暴利的行為。實施域名搶註的人亦被稱爲網路蟑螂。

## 起源
域名搶註此一名詞源自於歐美地區，因為網路剛興起之際，國際網域名稱管理機構是採取「先申請，先註冊，先使用」的方式，而網域名稱只需要繳交金額不高的註冊年費，只要持續註冊就可以持有域名的使用權，因此，投機者搶註企業名稱或商標名稱相同的網域，並想藉此高價賣回給原公司，此種行為即為域名搶註的誕生。
網域名稱為網路世界中的虛擬不動產，歐美等英語系國家上網人口普遍使用鍵盤直接輸入單字或片語於瀏覽器網址列的習慣遠高於在搜尋引擎輸入字詞，因此耳熟能詳的單字域名就有如於現實社會市中心頂級鬧區的店面，不請自來的訪客流量源源不絕，不需要打廣告就有驚人的流量。這些效益反應在網址的身價上，例如在2008年3月11日成交的fund.com，成交金額高達9,999,950美元。所以一般想的到的常用單字及組合字詞早已被註冊，是很普遍的經濟行為，而網路蟑螂的目標則在於註冊公司商標及名稱，與網路經濟中的網域投資有明顯的差別。

## 知名案例

### 瑪丹娜
一些網路蟑螂會以企業或名人名稱的網址經營天差地別的網站內容，像是當初先把名稱註冊為網址（www.Madonna.com）的網路蟑螂就拿此網站來經營色情網站。

## 世界產權
聯合國在1999年底成立世界產權（World Intellectual Property Organisation，WIPO），開始處理網域名稱糾紛。瑪丹娜就在2000年10月取回自己名稱的網址（www.Madonna.com）。
而各國家或地區的域名管理中心逐漸設立仲裁制度，以較快速處理網域名稱糾紛，取代原本需向法院提出訴訟的冗長司法程序。